# Ceratozetes zeteki
Ceratozetes zeteki är en kvalsterart som först beskrevs av Ewing 1917.  Ceratozetes zeteki ingår i släktet Ceratozetes och familjen Ceratozetidae. Inga underarter finns listade i Catalogue of Life.